# 绍代克罗特奈
绍德克罗特奈（法語：Chaux-des-Crotenay，法語發音：[ʃo de kʁɔtnɛ]）是法国汝拉省的一个市镇，属于隆斯勒索涅区。

## 地理
绍德克罗特奈（46°39'27"N, 5°58'2"E）面积11.67 平方千米，位于法国勃艮第-弗朗什-孔泰大區汝拉省，该省份为法国东部内陆省份，北起上索恩省，西北接科多尔省，西临索恩-卢瓦尔省，南至安省，东与杜省和瑞士接壤。
与绍德克罗特奈接壤的市镇（或旧市镇、城区）包括：锡亚姆、昂特尔德蒙、沙泰尔讷夫、拉绍迪东比耶、莱普朗什昂蒙塔涅、勒沃迪乌。
绍德克罗特奈的时区为UTC+01:00、UTC+02:00（夏令时）。

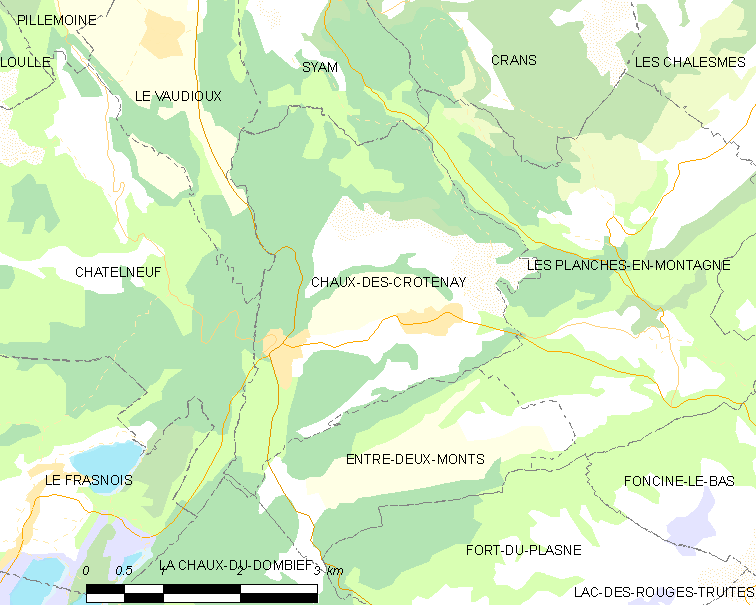
绍德克罗特奈的OSM定位图

## 行政
绍德克罗特奈的邮政编码为39150，INSEE市镇编码为39129。

## 政治
绍德克罗特奈所属的省级选区为圣洛朗昂格朗沃县。

## 人口

1962-2008年间绍德克罗特奈人口变化图示

绍德克罗特奈于2022年1月1日时的人口数量为401人。